# B-413
Le B-413 (russe : Б-413)   est un ancien sous-marin d'attaque conventionnel de la marine soviétique du Projekt 641 (code OTAN - classe Foxtrot)  mis en service en 1968 dans la flotte du Nord puis dans la flotte de la Baltique et décommissionné en 1999. Il est exposé à  Kaliningrad en tant que navire musée au Musée océanographique de Kaliningrad depuis 2000 .

## Préservation
Le B-413, sur ordre du commandant en chef de la Marine, a été désarmé le 3 septembre 1999. Selon les instructions du commandant de la flotte de la Baltique, il a été déplacé de Kronstadt à Kaliningrad, où il a été amarré au chantier naval Jantar Baltic Sea à la fin de 1999 afin de le transformer en musée. Le 14 juin 2000, le sous-marin a été amarré à la jetée du musée et le 1er juillet 2000, la flotte de la Baltique l'a remis au musée. L'exposition `` De l'histoire de la flotte sous-marine russe peut être vue sur le sous-marin. Le sous-marin est inscrit au patrimoine culturel russe .

## Galerie

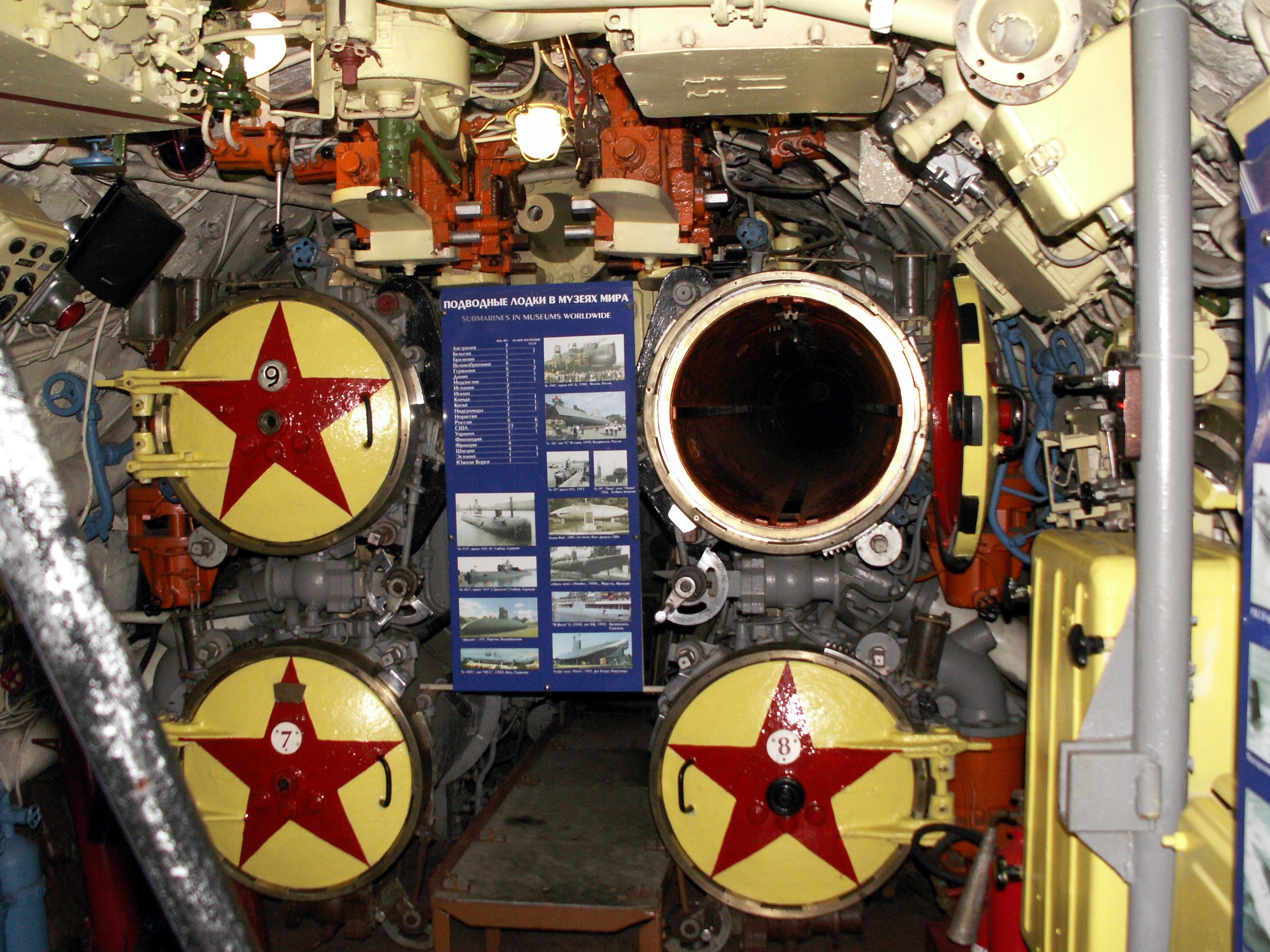
Compartiment  à torpilles arrière
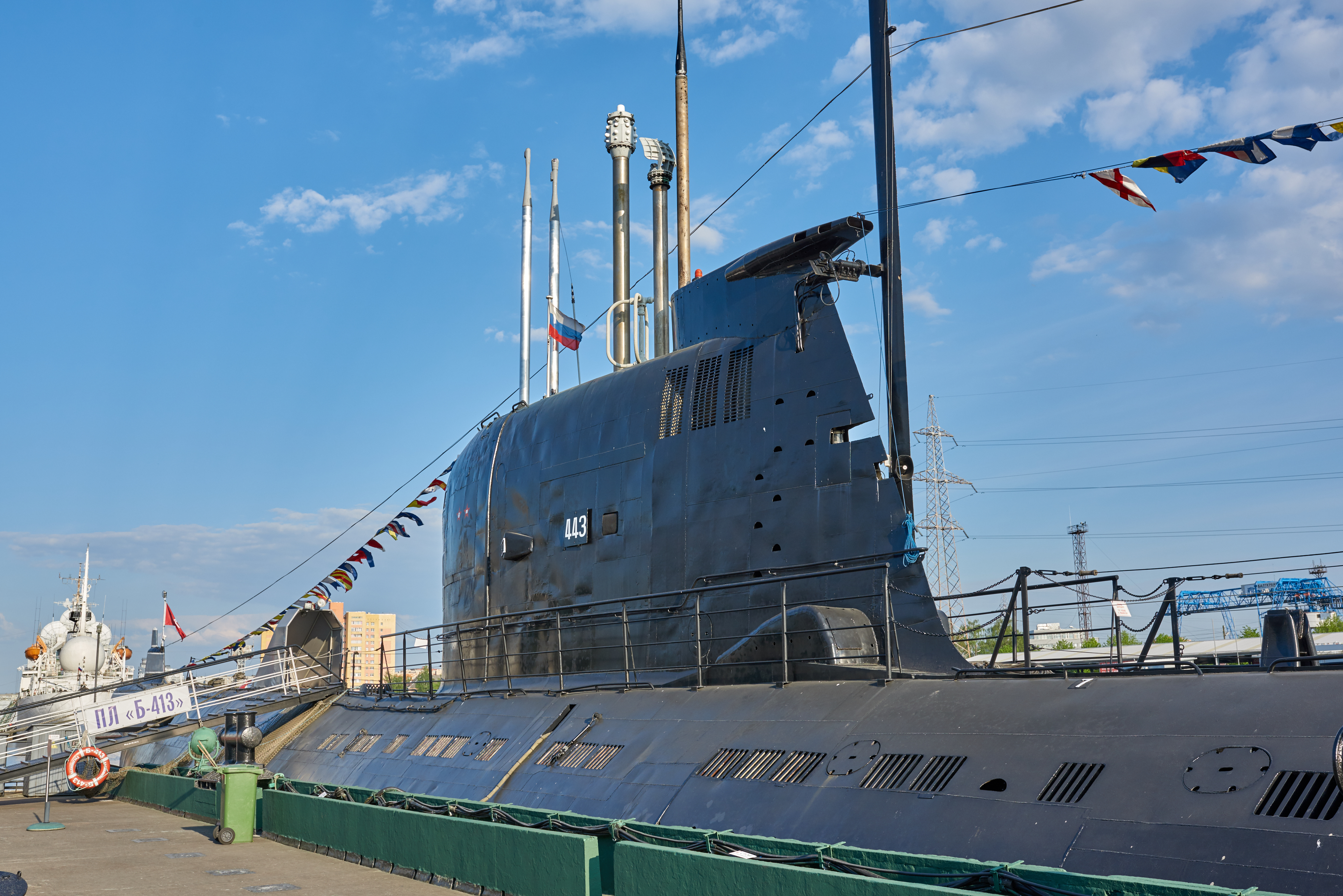
Le kiosque
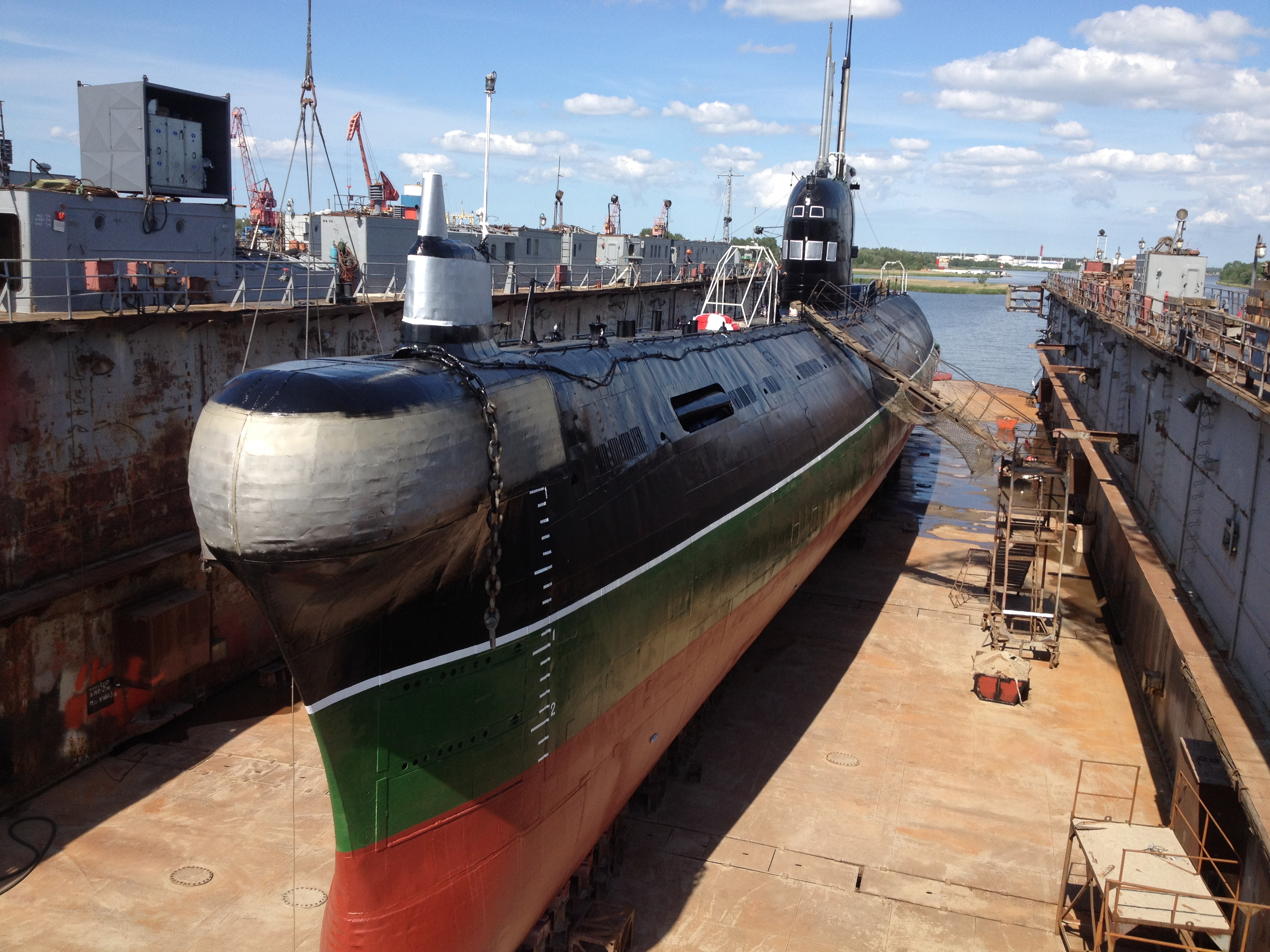
En cale séche
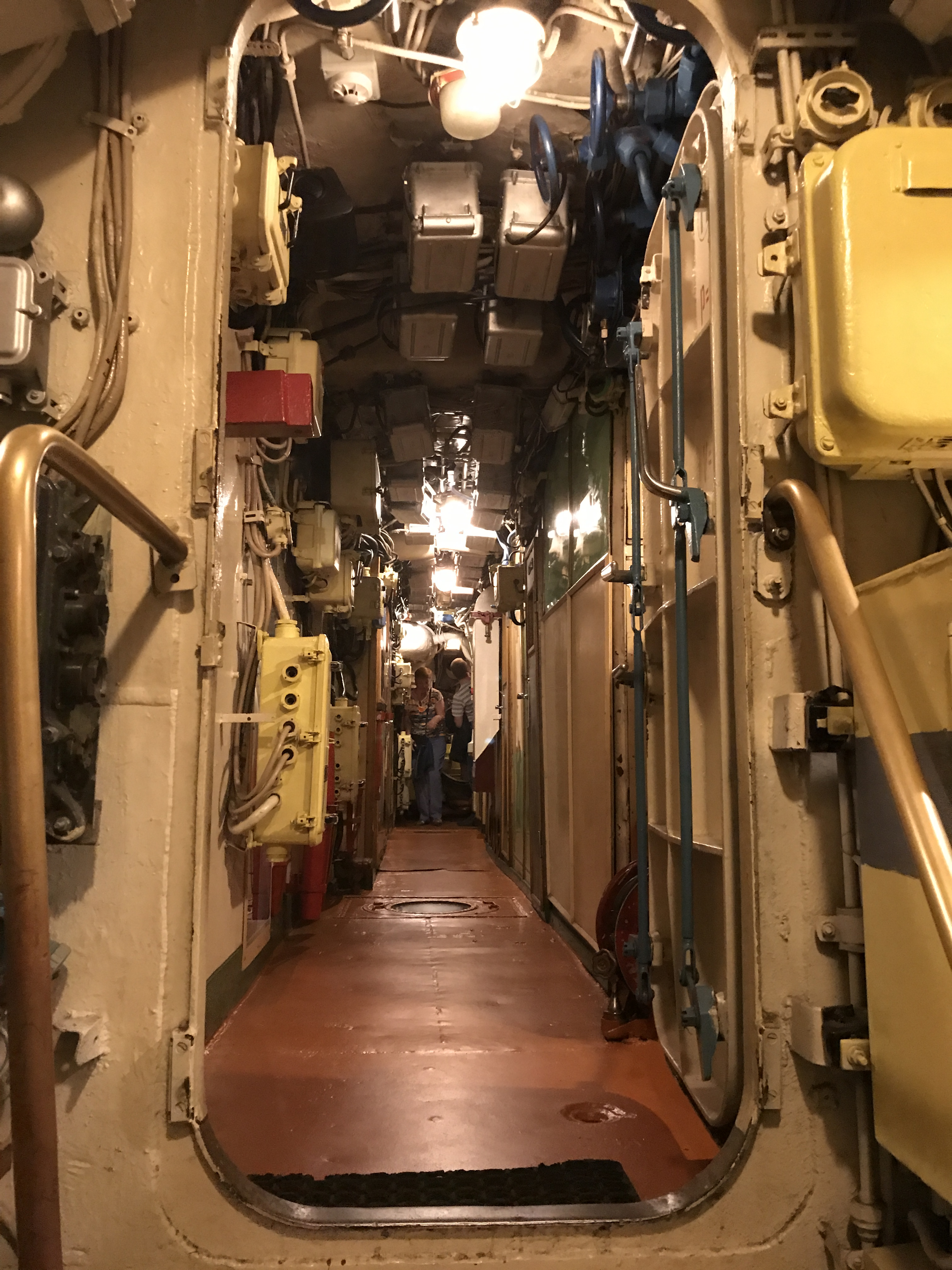
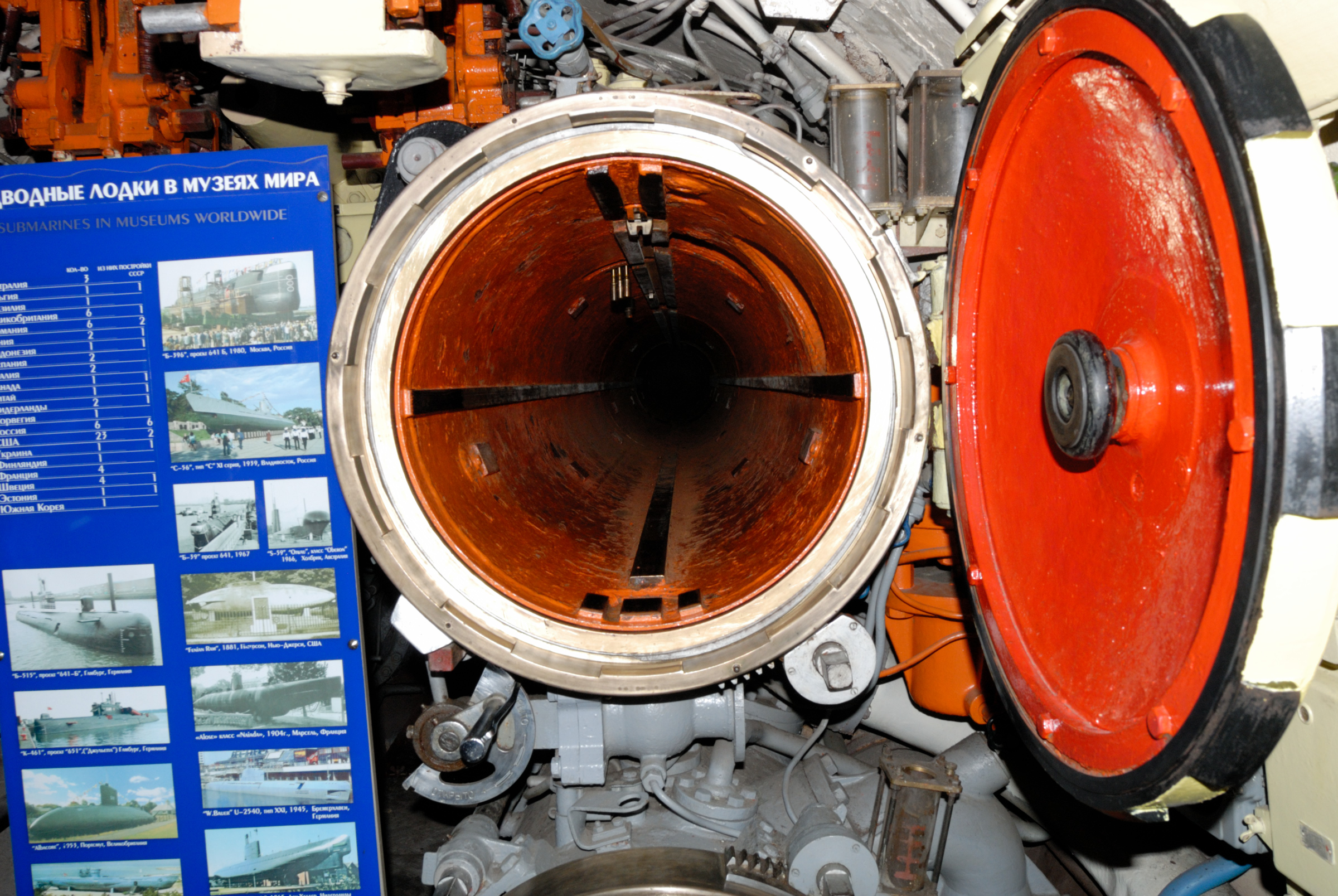
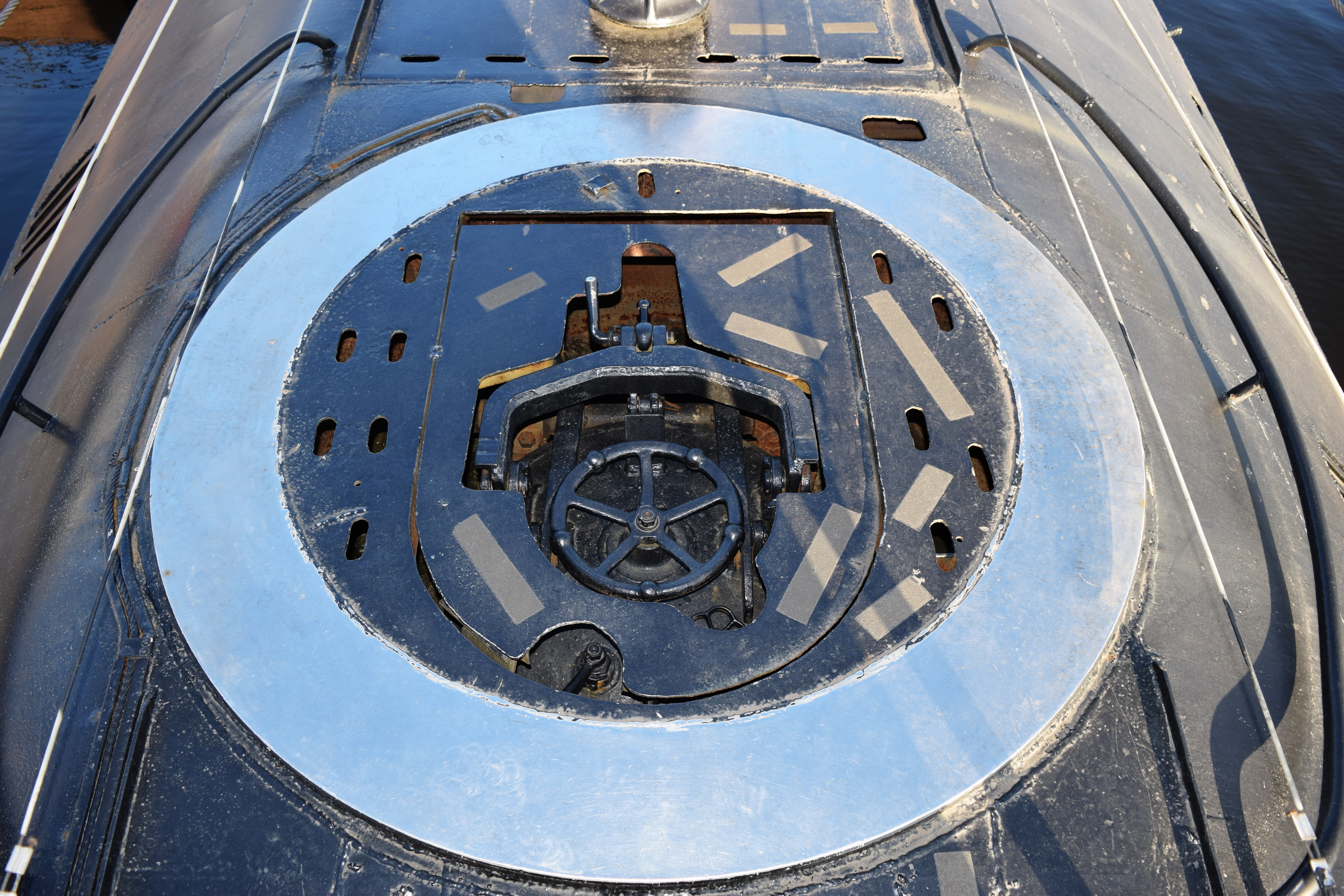